# Hurrah! A Year of Ta-Dah
Hurrah! A Year of Ta-Dah är popgruppen Scissor Sisters tredje musik-DVD och den släpptes 12 november 2007. DVD:n innehåller en inspelning av en konsert på O2-arenan i London i juli 2007 samband med Kiss You Off-turnén, en 40 minuters dokumentär, en 25 minuters akustisk spelning och de fyra musikvideor som spelades in för låtar på albumet Ta-Dah.